# Cryptochironomus acuminatus
Cryptochironomus acuminatus är en tvåvingeart som beskrevs av Sushill K. Dutta och Chaudhuri 1996. Cryptochironomus acuminatus ingår i släktet Cryptochironomus och familjen fjädermyggor.
Artens utbredningsområde är Västbengalen (Indien). Inga underarter finns listade i Catalogue of Life.